# Anton Jegorowicz von Zalca
Anton Jegorowicz Zalca baron, (ur. 10 października?/22 października 1843 w Łudze, zm. 21 sierpnia?/3 września 1916 w Petersburgu) – generał piechoty armii Imperium Rosyjskiego.

## Życiorys
Ukończył Nikołajewski Korpus Junkrów Gwardii. Oficer z 1862 w 4 batalionie strzelców Gwardii Cesarskiej, w składzie którego brał udział w zdławieniu powstania styczniowego 1863. Przez siedem i pół roku dowodził kompanią. Od grudnia 1876 w dyspozycji księcia Mikołaja Mikołajewicza. Uczestnik wojny rosyjsko-tureckiej 1877–78, za udział w której został uhonorowany orderem św. Jerzego 4 stopnia w (1878) i mianowany podpułkownikiem w 1879. Od 10 lutego 1878 adiutant wielkiego księcia Michaiła Nikołajewicza, od 4 lutego 1879 dowódca 1 Kaukaskiego batalionu piechoty, a od 19 lipca 1889 dowódca 8 Kabardyńskiego pułku piechoty, od 8 marca 1895 dowódca Kaukaskiej terytorialnej Brygada Piechoty, którą przemianowano 11 stycznia 1895 na 1 Kaukaską Brygady Piechoty. Od 30 stycznia 1902 dowódca 24 Dywizji Piechoty, a od 14 kwietnia 1904 dowódca 1 Dywizji Piechoty Gwardii. Od 8 stycznia 1905 dowódca 22 Korpusu Armijnego, a od 9 listopada 1906 dowódca I Korpusu Armijnego. Od 8 czerwca 1908 dowódca Kijowskiego Okręgu Wojskowego, a od 7 lutego 1912 dowódca Kazańskiego Okręgu Wojskowego.
W czasie mobilizacji, przed wybuchem I wojny światowej na bazie okręgu sformowano 4 Armię, dowódcą której został mianowany 19 lipca 1914. W skład Armii weszły trzy korpusy: Korpus Grenadierów gen. I. I. Mrozowskiego, 16 Korpus Armijny gen. P. A. Geismana i 14 Korpus Armijny gen. I.P. Wojszin-Murdas-Żylińskiego, a także 5, 13 i 14 Dywizje Kawalerii, Uralska Kozacka Dywizja Kawalerii i Samodzielna Kawaleryjska Dywizja Gwardii. Łącznie 11,5 dywizji. Armia weszła w skład Frontu Południowo-Zachodniego. Od początku operacji galicyjskiej, w sierpniu 1914, 4 Armia otrzymała zadanie zabezpieczenia działań 3 i 8 Armii jako głównej siły uderzeniowej Frontu Południowo-Zachodniego. 23 sierpnia 4 Armia została skierowana na południowy zachód od Lublina w kierunku Przemyśla z zadaniem rozbicia przeciwnika na linii Zaklików–Janów Lubelski–Frampol.
Działania wojsk doprowadziły do bitwy spotkaniowej w dniach 23-24 sierpnia na południe od Kraśnika. Zalca postanowił bronić Kraśnika siłami 14 KA, atakować w centrum i na prawym skrzydle wojska nieprzyjaciela siłami 16 KA i Korpusu Grenadierów. Rankiem 23 sierpnia Wojska 1 Armii austro-węgierskiej gen. W. Dankla zaatakowały i rozbiły 14 KA. 24 sierpnia zostały rozbite 16 KA i Korpus Grenadierów. Powstało zagrożenie uderzenia ze skrzydeł na 3 Armię i jej rozbicia. 25 sierpnia Zalca był zmuszony rozpocząć odwrót i skoncentrował wojska 20–45 km na zachód i południe od Lublina. W kolejnych dniach 4 Armia, wzmocniona przez rezerwy i częściowo siłami z innych armii: 18 KA gen. N. F. von Kruzenszterna oraz 3 Kaukaskim KA (szedł na wzmocnienie 3 Armii) prowadziła walki pozycyjne, jednak Zalca został zmuszony do wycofania się. 22 sierpnia Zalca został usunięty ze stanowiska. Zastąpił go gen. A. E. Ewert. Ogółem w walkach 4 Armia pod Kraśnikiem straciła ok. 20 tysięcy żołnierzy (w tym 6 tysięcy jeńców) i 28 dział.
Po zdaniu obowiązków dowódcy 4 Armii von Zalca został członkiem Aleksandrowskiego Komitetu Rannych. Od 24 września do 18 października 1914 gen. A. J. von Zalca dowodził wojskami Kazańskiego Okręgu Wojskowego, po czym od 8 listopada 1914 był komendantem twierdzy Piotrogrodzkiej i członkiem Aleksandrowskiego Komitetu Rannych.